# Hood Environment
Hood Environment è il terzo album in studio del rapper statunitense Drag-On, pubblicato nel 2007.

## Tracce
1. Intro/Fuck You – 1:19
2. Shots – 3:16
3. The Movement (featuring The Dude and Eyez B) – 2:26
4. Backdraft – 2:18
5. Blood on Paper (featuring Eyez B) – 1:47
6. Shoe Box – 4:38
7. Interlude – 0:20
8. This Is What Happened (featuring The Dude & Eyez B) – 3:57
9. People Talk – 1:47
10. The Strip – 3:51
11. Mac 11 – 3:13
12. Interlude 2 – 0:17
13. Hood Environment Anthem (featuring The Dude & Eyez B) – 3:23
14. Make Way (featuring Eyez B, G Luck & Pit Looks) – 3:27
15. Drifting – 1:16
16. Outro – 0:20